# Drainagepatroon
Het drainagepatroon of dalstelsel is een geomorfologisch begrip voor het afwateringspatroon dat wordt gevormd door de beken en rivieren in een bepaald stroomgebied. Stroomgebieden worden van elkaar gescheiden door waterscheidingen. De vorm van het dalstelsel is onder meer afhankelijk van de geologische ondergrond, de helling van het terrein, de natuurlijke begroeiing en het klimaat. Op basis van het patroon van de verschillende stromen binnen een stroomgebied zijn een aantal verschillende dalstelsels te onderscheiden.

## Verschillende dalstelsels

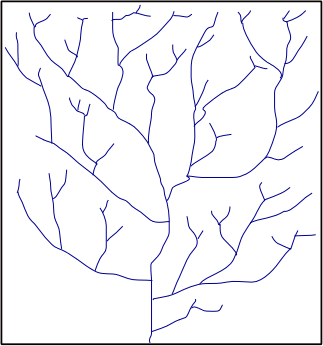
Dendritisch
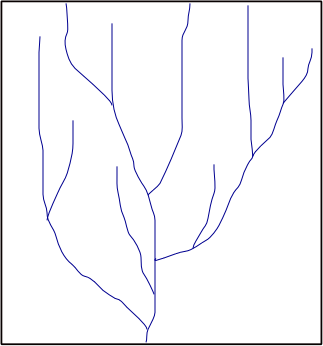
Parallel
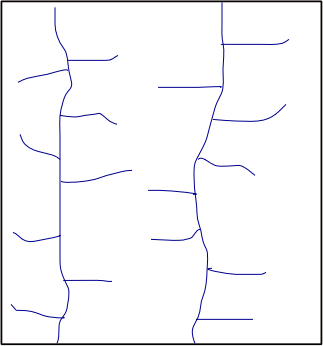
Tralievormig
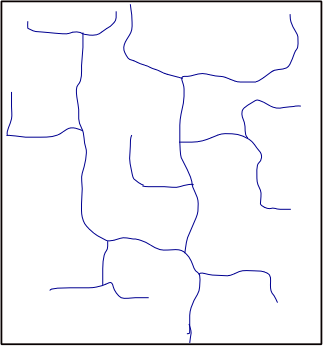
Rechthoekig
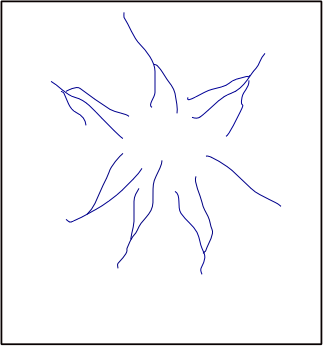
Radiaal
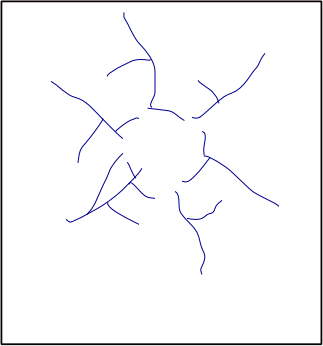
Ringvormig

### Dendritisch drainagepatroon
Een volledig tot ontwikkeling gekomen rivierstelsel in een homogeen gesteente is altijd boomvormig of dendritisch vertakt.  Dit bestaat uit vele kleine einddalletjes of brondalletjes, vaak ook zonder permanent stromend water, en één hoofddal met daarin de hoofdrivier. De kleinste stroompjes hebben geen duidelijk dominante orientatie. Het patroon lijkT op een boom met vertakkingen.

Rangorde der stromen in een rivierstelsel

Aan de dalen kan een rangorde worden toegekend (figuur rechts). Een einddal of brondal wordt een dal van de eerste orde, waar twee 1e orde dalen samenkomen ontstaat een 2e orde dal, twee 2e orde dalen vormen samen een 3e orde dal, enz. Het hoogste nummer wordt toegekend aan het hoofddal met daarin de hoofdrivier. De mate van vertakking kan worden weergegeven met de bifurcation ratio (vertakkingsgraad), voor elke rangorde i in het stelsel, is de bifurcation ratio gelijk aan:
{\displaystyle {\frac {n_{i}}{n_{i+1}}}}
waarbij ni staat voor het aantal vertakkingen van orde i.
Tussen de dalen van verschillende orde bestaan bepaalde mathematische verhoudingen, de Wetten van Horton:
- het aantal dalen van een bepaalde orde is omgekeerd evenredig met het rangordegetal volgens een exponentiële functie
- de gemiddelde lengte der dalen van een bepaalde orde is een exponentiële functie van hun rangordegetal (dit geldt niet voor dalen van hogere orde)
- het gemiddeld verhang van een rivier of een dal is een omgekeerde functie van zijn rangordegetal; een rivier heeft in zijn bovenloop een steil lengteprofiel (en een lage rangorde) en in zijn benedenloop een flauw profiel (en een hoge orde).

Het ontstaan van een dendritisch rivierstelsel kan op kleine schaal worden waargenomen op de hellingen van badlands of op vulkanen.  Aanvankelijk stroomt het water over de gehele helling naar beneden, maar al spoedig zullen er kleine geultjes (rills) ontstaan die min of meer evenwijdig lopen. Vervolgens zal er door verder voortschrijdende erosie een hoofdgeul ontstaan die de ernaast liggende geultjes zal aantappen.  
Een van dit patroon afwijkend rivierstelsel komt voor als het dendritisch stadium nog niet is bereikt of wanneer de structuur van de ondergrond een belangrijke factor is in de ontstaanswijze van het dalstelsel.

### Dendritisch stadium nog niet bereikt

##### Parallel of evenwijdig drainagepatroon
Een evenwijdig (of parallel) patroon bestaat uit veel kleine, min of meer parallel lopende, rivieren. Hier hebben zich nog nauwelijks zijrivieren ontwikkeld. Door voortschrijdende erosie en het aantappen van zijdalen zal het evenwijdige patroon in de tijd evolueren tot een veervormig patroon.

##### Veervormig drainagepatroon
Het veervormige drainagepatroon is wat verder ontwikkeld dan het vorige. Er zijn al vele kleine zijrivieren, maar nog geen grote zijrivieren zoals in een volledig dendritisch dalstelsel.  

### Invloed van ondergrond
De geologische ondergrond kan een bepalende rol spelen in de ontwikkeling van het drainagepatroon. Waar resistente en niet-resistente gesteenten naast elkaar voorkomen, zal de erosie sneller gaan in de niet-resistente gesteenten, waar de hoofdrivieren zich zullen concentreren. Er bestaan een aantal verschillende vormen te onderscheiden.

##### Tralievormig drainagepatroon
Een tralievormig patroon is te vinden in geplooide gebieden, waar de rivieren over grote lengte een zacht gesteente volgen (dit komt b.v. voor in de Appalachen).

##### Rechthoekig drainagepatroon
Op plaatsen waar rivieren elkaar rechthoekig snijdende breuken in de ondergrond volgen is een rechthoekig patroon te zien.

##### Radiaal drainagepatroon
Een radiaal (of radiair) drainagepatroon wordt aangetroffen op vulkanen of op hoge koepelvormige tektonische opheffingen. Op de relatief steile hellingen zijn weinig zijrivieren ontwikkeld.

##### Ringvormig drainagepatroon
Bij een ringvormig drainagepatroon volgen de stromen een ovale of cirkelvormige gordel van zacht gesteente. Dit wordt onder meer aangetroffen bij structuren als een dome of een bekken, waar door erosie sedimentaire lagen van sterk verschillende mate van hardheid zijn blootgesteld.

##### Divergerend drainagepatroon
Een divergerend patroon ontstaat op plaatsen waar een rivier het gebergte verlaat en zich op een puinwaaier in een aantal takken splitst.

##### Anastomoserend drainagepatroon
Een anastomoserend drainagepatroon is te vinden bij rivieren op alluviale vlaktes. Dit bestaat uit een meerdere, onderling verbonden, stromen. Het patroon lijkt op dat bij vlechtende rivieren; een vlechtende rivier bestaat echter uit één stroom, een anastomoserend riviersysteem bestaat uit meerdere stromen met daartussen relatief grote eilanden.  

### Overig
Een andere afwijking van het normale dendritische patroon is asymmetrie van het dalstelsel. Hierbij heeft een rivier aan één zijde langere, en regelmatig  ook meer,  zijrivieren dan aan de ander zijde. Dit kan verschillende oorzaken hebben, bijvoorbeeld: 
- de sedimentaanvoer is aan één zijde groter waardoor de hoofdrivier opzij wordt gedrukt
- het gebied is tektonisch gekanteld, waardoor rivieren aan één zijde meer eroderen dan aan de andere.

Bij de stroomstelsels van grote rivieren zijn diverse afwijkende patronen te zien die zijn terug te voeren op factoren zoals tijd,  het doorlopen van gebieden met een verschillende geologische structuur en/of verschillende klimaten, tektoniek, onthoofding, e.a.